# ビアンカ・ファリオル
ビアンカ・ファリオル（Bianca Farriol、2001年12月18日 - ）は、アルゼンチンの女子バレーボール選手。ポジションはミドルブロッカー。アルゼンチン代表。

## 来歴
- クラブチーム

ブエノスアイレス出身。2017年、Selección Argentina Juvenilへ入団。2018年、CA San Lorenzoへ移籍。2018/19シーズンのアルゼンチン国内リーグでは準優勝した。2020年4月、フランスのBéziers Volleyへの移籍が発表され、3年間プレーし、2020/21シーズンのフランスリーグでは準優勝、2022/23シーズンのフランスカップで優勝を果たした。2023年12月、ギリシャのOlympiacosとの契約が発表され、2023/24シーズンのギリシャリーグで準優勝、ギリシャカップで優勝を果たした。2024/25シーズンも同チームと契約を更新し、ギリシャリーグ、ギリシャカップで2冠を達成した。2025年5月、イタリアセリエA1昇格を果たしたHelvia Recina Volley Macerataへの移籍が発表された。
- 代表チーム

アンダーカテゴリーの代表として、2017年、U-18世界選手権に出場した。2018年、U-20南米選手権に出場し銀メダルを獲得し、ベストミドルブロッカー賞を受賞した。2019年、U-20世界選手権に出場した。同年、シニア代表に初選出され、東京五輪大陸間予選でデビュー。同年9月のワールドカップではレギュラーに抜擢された。2021年、東京五輪に出場した。同年の南米選手権で銅メダルを獲得した。2022年、世界選手権に出場した。2023年、パリ五輪予選に出場した。2024年、パンアメリカンカップに出場し金メダルを獲得し、MVPとベストミドルブロッカー賞を受賞した。

## 球歴
- オリンピック - 2021年
- 世界選手権 - 2022年
- チャレンジャーカップ - 2024年
- オリンピック予選 - 2023年
- 南米選手権 - 2019年、2021年、2023年

## 受賞歴
- 2018年　U-20南米選手権　ベストミドルブロッカー賞
- 2019年　南米クラブ選手権　ベストミドルブロッカー賞
- 2024年　2023/24ギリシャリーグ　ベストミドルブロッカー賞
- 2024年　パンアメリカンカップ　MVP、ベストミドルブロッカー賞
- 2025年　2024/25ギリシャリーグ　ベストミドルブロッカー賞

## 所属クラブ
- Selección Argentina Juvenil（2017-2018年）
- CA San Lorenzo（2018-2020年）
- Béziers Volley（2020-2023年）
- Olympiacos（2023-2025年）
- Helvia Recina Volley Macerata（2025-）

## 脚部
1. ↑  “La centrale del San Lorenzo Bianca Farriol firma un biennale con il Beziers” (2020年4月28日). 2025年5月25日閲覧。
2. ↑  “Έναρξη συνεργασίας με την Μπιάνκα Φαριόλ” (2023年12月8日). 2025年5月25日閲覧。
3. ↑  “Bianca Farriol è una giocatrice della CBF Balducci HR: ingaggiata per la stagione 2025/26 la centrale argentina, secondo colpo in entrata” (2025年5月20日). 2025年5月25日閲覧。
4. ↑  “Argentina Wins Back-to-Back Title at the Women’s Pan American Cup” (2024年8月25日). 2025年5月25日閲覧。
5. ↑  “Bianca Farriol Named Most Valuable Player” (2024年8月25日). 2025年5月25日閲覧。